# Google Pack
 (juin 2022).

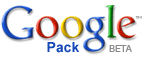
Logo de la bêta de Google Pack

Le Google Pack était une suite de logiciels proposée au téléchargement par Google comprenant à la fois des logiciels Google mais aussi des logiciels édités par ses partenaires. Google Pack est annoncé lors du Consumer Electronics Show le 6 janvier 2006 et lancé en version bêta. Disponible uniquement pour Windows XP, Windows Vista et Windows 7, il inclut un système permettant la mise à jour automatique du pack personnalisable appelé Google Updater.
En août 2011, Google a annoncé qu'il abandonnait ce projet.

## Contenu du Google Pack

### Logiciels de la marque Google
- Google Chrome
- Google Earth
- Google Desktop
- Google Toolbar pour Internet Explorer et Firefox
- Picasa
- Google Pack Screensaver, un économiseur d'écran qui affiche des photos.
- Google Talk qui n'est pas inclus par défaut
- Google Video Player qui n'est pas inclus par défaut

### Logiciels tiers
- Mozilla Firefox
- Spyware Doctor
- Norton Security Scan
- Adobe Reader
- GalleryPlayer HD Images qui n'est pas inclus par défaut
- RealPlayer qui n'est pas inclus par défaut
- Trillian qui n'est plus disponible dans ce pack
- Skype qui n'est pas inclus par défaut
- StarOffice qui n'est plus disponible dans ce pack